# Kingswood (Kentucky)
Pour les articles homonymes, voir Kingswood.
Kingswood est une ville (town) située dans le comté de Breckinridge dans l'état du Kentucky.
Elle a été fondée en 1906, et doit son nom à la Kingswood School (en) (Grande-Bretagne).